# بات فلين (موسيقي)
بات فلين (بالإنجليزية: Pat Flynn)‏ هو موسيقي أمريكي، ولد في 17 مايو 1952 في هوليوود في الولايات المتحدة.

## وصلات خارجية
- بات فلين على موقع ميوزك برينز (الإنجليزية)
- بات فلين على موقع أول ميوزيك (الإنجليزية)
- بات فلين على موقع ديسكوغز (الإنجليزية)